# Nadleśnictwo Jarocin
Nadleśnictwo Jarocin – jednostka organizacyjna Lasów Państwowych podległa Regionalnej Dyrekcji Lasów Państwowych w Poznaniu, której siedziba znajduje się w Jarocinie. W obecnym kształcie powstało w 1972 roku z połączenia dawnych nadleśnictw Czeszewo, Jarocin i Klęka.
Grunty Nadleśnictwa położone są między 17º26'19", a 17º41'11" długości geograficznej wschodniej oraz 52º01'26", a 52º09'07 szerokości geograficznej północnej.
Powierzchnia nadleśnictwa wynosi 23 464,64  ha
Nadleśnictwo składa się z trzech obrębów: Czeszewo, Jarocin i Klęka, które z kolei dzielą się na 14 leśnictw: Czeszewo, Sarnice, Rozmarynów, Spławik, Cielcza, Góra, Potarzyca, Tarce, Tumidaj, Boguszyn, Lubonieczek, Brzozowiec, Murzynówko, Radliniec. Do nadleśnictwa należą też: Ośrodek szkółkarsko-nasienny w Jarocinie oraz Ośrodek Edukacji Leśnej „Centrum Zarządzania Łęgami” w Czeszewie.

## Procentowy udział gatunków panujących w drzewostanach
- sosna – 65,8%
- dąb – 16,6%
- brzoza – 5,9%
- olsza – 5,7%
- jesion – 2,7%
- świerk, daglezja – 1,1%
- modrzew – 0,4%
- topola – 0,3%
- lipa – 0,2%
- buk – 0,1%
- jawor – 0,1%
- wiąz – 0,1%
- osika – 0,1%

## Ochrona przyrody
W granicach nadleśnictwa znajduje się Żerkowsko-Czeszewski Park Krajobrazowy, w którego obrębie utworzono 3 rezerwaty przyrody: „Dębno nad Wartą”, „Dwunastak” i „Czeszewski Las”.